# Kongsvinger Idrettslag Toppfotball 1999
Questa voce raccoglie le informazioni riguardanti il Kongsvinger Idrettslag Toppfotball nelle competizioni ufficiali della stagione 1999.

## Rosa
| N. |                     | Ruolo | Calciatore              |
| -- | ------------------- | ----- | ----------------------- |
|    | Islanda (bandiera)  | D     | Steinar Dagur Adolfsson |
|    | Ghana (bandiera)    | D     | Abdul Karim Ahmed       |
|    | Svezia (bandiera)   | A     | Andreas Alm             |
|    | Svezia (bandiera)   | D     | Filip Apelstav          |
|    | Norvegia (bandiera) | A     | Kristian Berg           |
|    | Norvegia (bandiera) | C     | Trym Bergman            |
|    | Norvegia (bandiera) | C     | Eirik Dybendal          |
|    | Norvegia (bandiera) | D     | Vidar Evensen           |
|    | Norvegia (bandiera) | C     | Caleb Francis           |
|    | Norvegia (bandiera) | C     | Marius Gullerud         |
|    | Norvegia (bandiera) | A     | Pål Håpnes              |
|    | Norvegia (bandiera) | C     | Rune Buer Johansen      |
|    | Fær Øer (bandiera)  | C     | Julian Johnsson         |

| N. |                     | Ruolo | Calciatore          |
| -- | ------------------- | ----- | ------------------- |
|    | Norvegia (bandiera) | C     | Jørn Karlsrud       |
|    | Norvegia (bandiera) | A     | Odd Harald Konterud |
|    | Norvegia (bandiera) | P     | Ole Arvid Langnes   |
|    | Norvegia (bandiera) | P     | Johan Martin Lianes |
|    | Norvegia (bandiera) | D     | Ole Einar Martinsen |
|    | Norvegia (bandiera) | P     | Cato Nilsen         |
|    | Norvegia (bandiera) | D     | Karl Erik Rimfeldt  |
|    | Norvegia (bandiera) | D     | Ståle Rønningen     |
|    | Norvegia (bandiera) | C     | Sven Erik Sætre     |
|    | Norvegia (bandiera) | C     | Harald Solberg      |
|    | Norvegia (bandiera) | D     | Harald Stormoen     |
|    | Islanda (bandiera)  | A     | Stefán Þórðarson    |
|    | Norvegia (bandiera) | D     | Hai Ngoc Tran       |

## Risultati

### Campionato

#### Girone di andata
| Arbitro: | Kvam |

|              |           |         |
| Flo 55’, 73’ | Marcatori | 76’ Alm |

| Arbitro: | Hansen |

|                           |           |                                    |
| Adolfsson 16’ Bergman 70’ | Marcatori | 15’ (aut.) Rønningen 73’, 76’ Lund |

| Arbitro: | Skjerven (Kaupanger) |

|                                                   |           |                                       |
| Mjelde 6’, 47’ Ylönen 33’ Løvvik 77’ Pedersen 82’ | Marcatori | 39’, 64’ Dybendal 42’ Bergman 45’ Alm |

| Arbitro: | Kamben |

|  |           |            |
|  | Marcatori | 81’ Dahlum |

| Arbitro: | Pedersen |

|                                        |           |  |
| Mathiassen 41’ Nygaard 60’ Berland 80’ | Marcatori |  |

| Arbitro: | Olsen (Kristiansand) |

|         |           |                                  |
| Alm 89’ | Marcatori | 18’ Sigurðsson 64’, 70’ Andresen |

| Arbitro: | Øvrebø (Oslo) |

|                                        |           |             |
| Deila 32’ Flindt-Bjerg 46’ Johnsen 71’ | Marcatori | 48’ Evensen |

| Arbitro: | Staberg |

|              |           |  |
| Dybendal 62’ | Marcatori |  |

| Arbitro: | Eriksen |

|                                                              |           |                      |
| Bjarmann 14’ Helguson 38’, 56’ Berntsen 61’, 69’ Normann 65’ | Marcatori | 9’ Sætre 21’ Francis |

| Arbitro: | Øvrebø (Oslo) |

|                                |           |              |
| Dybendal 19’, 32’ Johansen 81’ | Marcatori | 74’ Johansen |

| Arbitro: | Alseth (Stjørdal) |

|  |           |              |
|  | Marcatori | 58’ Dybendal |

| Arbitro: | Pedersen (Stjørdal) |

|                           |           |  |
| Bergersen 3’ Sæternes 90’ | Marcatori |  |

| Arbitro: | Skjervold |

|                                              |           |  |
| Gullerud 34’ Evensen 51’ Bergman 55’ Alm 80’ | Marcatori |  |

#### Girone di ritorno
| Arbitro: | Hansen |

|                     |           |                                        |
| Bergman 17’ Alm 54’ | Marcatori | 23’, 56’ Flo 41’ Bergersen 78’ Karlsen |

| Arbitro: | Fiskum |

|                                    |           |              |
| Lund 11’ Olsen 17’ Berg Hestad 61’ | Marcatori | 25’, 63’ Alm |

| Arbitro: | Ditlefsen |

|  |           |                           |
|  | Marcatori | 61’ Ludvigsen 78’ Kottila |

| Arbitro: | Ditlefsen |

|                                   |           |             |
| Sørensen 30’, 76’ Dahlum 56’, 82’ | Marcatori | 18’ Francis |

| Arbitro: | Olsen (Kristiansand) |

|         |           |                              |
| Alm 60’ | Marcatori | 30’ Nygaard 33’, 90’ Daðason |

| Arbitro: | Hauge (Bergen) |

|               |           |              |
| Linderoth 79’ | Marcatori | 56’ Gullerud |

| Arbitro: | Staberg |

|         |           |  |
| Alm 83’ | Marcatori |  |

| Arbitro: | Alseth (Stjørdal) |

|                                   |           |  |
| Sylte 9’ Johnsen 20’ Olofsson 68’ | Marcatori |  |

| Arbitro: | Alseth (Stjørdal) |

|              |           |              |
| Dybendal 26’ | Marcatori | 36’ Berntsen |

| Arbitro: | Pedersen |

|                                               |           |              |
| Christensen 5’ Guðmundsson 26’ Lange 28’, 80’ | Marcatori | 41’ Johansen |

| Arbitro: | Alseth (Stjørdal) |

|              |           |                            |
| Dybendal 60’ | Marcatori | 16’ Johansen 54’ Halvorsen |

| Arbitro: | Hansen |

|                   |           |          |
| Gullerud 22’, 28’ | Marcatori | 90’ Berg |

| Arbitro: | Hauge (Bergen) |

|                            |           |        |
| Simpson 24’ Riihilahti 66’ | Marcatori | 4’ Alm |

### Coppa di Norvegia
| Arbitro: | Leirdal |

|                  |           |                                                 |
| Kleiven 16’, 88’ | Marcatori | 19’ Dybendal 25’ Alm 98’ Karlsrud 118’ Johnsson |

| Arbitro: | Svesengen |

|                |           |                               |
| Bakke 70’, 75’ | Marcatori | 63’, 90’ Solberg 94’ Karlsrud |

| Arbitro: | Haugom |

|             |           |  |
| Bergman 54’ | Marcatori |  |

| Arbitro: | Hauge (Bergen) |

|                              |           |            |
| Fjeldstad 50’ Augustsson 57’ | Marcatori | 4’ Bergman |